# PSSM France
 (décembre 2024).
PSSM France, acronyme pour Premiers secours en santé mentale, est une association française qui fait partie du réseau international Mental Health First Aid International, composé de 29 pays. PSSM France est fondée en 2018 par l’INFIPP, Santé Mentale France et l'Union nationale des amis et familles de malades psychiatriques (Unafam),,. Elle porte le projet de participer à lever le tabou sur la souffrance psychique en promouvant et déployant la formation de secouristes en santé mentale,.
La formation a pour objectifs de former des secouristes capables de mieux repérer les troubles psychiques, adopter un comportement adapté, informer les personnes concernées sur les ressources disponibles, les encourager à aller vers des professionnels adéquats et, en cas de crise, agir et relayer vers les services ou ressources les plus appropriés,,.
La formation s’adresse à tous les citoyens majeurs qu’ils soient étudiants, parents, salariés du privé ou du public, professionnels du soin.
En novembre 2024, PSSM compte 154 253 secouristes et 1 711 formateurs en France.

## Histoire

### Mental Health First Aid International
En 2001, la formation de premiers secours en santé mentale Mental Health First Aid est lancée en Australie. Elle est supervisée par l'association australienne Mental Health First Aid International fondée la même année.
La formation est imaginée et conçue par Betty Kitchener, une éducatrice spécialisée, et Tony Jorm, professeur en psychologie spécialiste en santé mentale afin de lutter contre la stigmatisation et la méconnaissance du public en matière de santé mentale et d’orienter les personnes en détresse,. Betty Kitchener, qui a souffert de troubles psychiques, est à l'origine du programme.
Le programme est validé selon la méthode Delphi qui consiste à interroger des scientifiques, des professionnels de la santé, des accompagnants et des personnes atteintes de troubles psychiques. Ainsi, tous les groupes qui élaborent les modules Mental Health First Aid sont quadripartites à hauteur de 25 % : scientifiques, professionnels de santé mentale, aidants et anciens patients rétablis. L'expertise spécifique des personnes ayant été malades ou ayant souffert de troubles psychiques est aujourd'hui reconnue.
Le programme est déployé dans d’autres pays à partir de 2003,  et devient un label international. Les formations sont identiques dans chaque pays mais s’adaptent au contexte national (ressources, droits, système de santé, etc.). Parallèlement à la formation initiale, l’organisation Mental Health First Aid International développe des modules spécifiques en fonction du public formé.
En 2024, ce programme existe dans 29 pays,.
Depuis sa création, plus de 7 millions de secouristes en santé mentale ont été formés à travers le monde.

### PSSM France
En 2018, l’association Premiers secours en santé mentale (PSSM France), est fondée par l’INFIPP (un organisme de formations en santé mentale), la fédération Santé mentale France (SMF) et l'Union nationale des amis et familles de malades psychiatriques (Unafam), pour lutter contre la stigmatisation des personnes souffrant de troubles psychiques entraînant des retards dans la prise en charge, et contre la méconnaissance du public en matière de santé mentale.
Les premières formations débutent en France en septembre 2019,. Ce sont les premières formations de secouristes en santé mentale mises en place dans l’Hexagone. Elles sont adaptées du programme australien Mental Health First Aid,.
En 2020, le programme est lancé dans quatre universités puis étendu à d’autres établissements. Les formations dispensées au sein des universités françaises sont gratuites pour les étudiants et financées par les pouvoirs publics,.
Les collectivités proposent également à leurs agents de suivre la formation,. Au sein de la fonction publique territoriale, la formation figure au catalogue du CNFPT depuis 2020,.
Les hôpitaux et associations suivent et proposent à leur tour la formation PSSM,,,. En 2021, à la suite des Assises de la santé mentale et de la psychiatrie, les Agences régionales de santé sont chargées de déployer le dispositif,.
Depuis la crise du Covid, certaines entreprises proposent aussi la formation de secouriste à leurs salariés, et forment notamment Codir et managers.
Au 1er novembre 2024, la France compte 154 253 secouristes formés aux premiers secours en santé mentale et 1 711 formateurs accrédités. L’objectif est de former 750 000 secouristes en France d’ici 2030,,.

### PSSM Formation
Le 1er janvier 2024, l’association PSSM France évolue et crée la filiale PSSM Formation sous la forme d’une société par actions simplifiée unipersonnelle (SASU).
L’association PSSM France continue ses missions de plaidoyer du secourisme en santé mentale. Quant à PSSM Formation, elle gère l’organisme de formation (certifié Qualiopi).

## Politique publique
Dans le cadre des Assises de la santé mentale et de la psychiatrie des 27 et 28 septembre 2021, plusieurs mesures sont annoncées par le gouvernement,,. Parmi elles, figurent le développement des premiers secours en santé mentale et l’objectif de former 60 000 secouristes d'ici 2023,.
Cet objectif est atteint dès le mois de juin 2023,,. Des campagnes nationales de communication et de prévention sont aussi mises en place.
Au fil des années, PSSM France reçoit le soutien des institutions publiques comme Santé publique France, le ministère des Solidarités et de la Santé et les Agences régionales de santé qui soutiennent le déploiement des Premiers Secours en Santé Mentale en France. Une convention nationale d’expérimentation est menée avec la Caisse nationale de l’assurance maladie depuis 2021 qui expérimente une formation par région. En 2022, elle l’étend à tous les départements avec le financement de 100 formations.
Une circulaire conjointe des ministres de la Santé et de la Fonction publique en date du 23 février 2022 relative « aux actions de sensibilisation et de formation au secourisme en santé mentale dans la Fonction publique » publiée le 4 mars 2022 invite de son côté les employeurs de la fonction publique à généraliser la sensibilisation et la formation de secouriste en santé mentale. Elle invite tous les départements ministériels à mettre en œuvre cette formation dans la fonction publique d’Etat. Elle précise les modalités de ce dispositif afin qu’il puisse être généralisé à l’initiative des employeurs publics sur la base du volontariat des agents. Le texte signé par les ministres Olivier Véran et Amélie de Montchalin a pour but de tenter de remédier à la détresse psychologique de certains agents publics.
Sans attendre cette circulaire, la Direction de l’administration pénitentiaire et la Direction de la protection judiciaire de la jeunesse relevant du ministère de la Justice organisent des formations de secouristes pour leur personnel. Certains services préfectoraux, des académies, des Agences régionales de santé organisent également des formations pour leurs fonctionnaires en 2022. Au dernier trimestre 2022, la Direction des ressources humaines et la Direction générale de la santé font également suivre les premières formations aux personnels du ministère de la Santé,.

## Formations

### Objectifs
La formation aux premiers secours en santé mentale apprend aux secouristes à repérer les troubles psychiques chez un collègue ou un proche, et à acquérir des connaissances sur la santé mentale. Elle permet ensuite d’adopter un comportement adapté face à une personne en détresse ou en crise,, de l’approcher, lancer la discussion, l’écouter sans jugement, parler avec bienveillance, la rassurer et la réconforter,.
Le but est de permettre aux personnes formées de venir en aide à une personne en souffrance, la conseiller, l’informer sur les ressources disponibles, lui parler des soins existants, l’orienter et faciliter sa prise en charge par un professionnel de santé (association, structure de soin, ligne d’écoute). Les participants apprennent aussi à savoir faire face aux comportements agressifs et agir, si besoin,.
Les formations ont également pour objectif de lutter contre la stigmatisation des souffrances psychiques qui constitue un frein à l’inclusion sociale et professionnelle ainsi qu’à l’accès aux soins et au rétablissement,,,.
Les formations traitent 4 grandes catégories de troubles psychiques : les troubles de l'humeur (dépressions, addictions, troubles bipolaires, schizophrénie…), les troubles anxieux (TOC, phobies, stress post traumatique, trouble anxieux social ou généralisé), les troubles psychotiques, et les troubles liés à l'utilisation de substances psychoactives (alcool, drogues, produits de synthèse, médicaments détournés de leur objectif thérapeutique, etc.),.
Le programme des Premiers secours en santé mentale est l’équivalent en santé mentale des premiers secours physiques appliqués sur les lieux d’un accident. Un individu formé au secourisme en santé mentale doit être en mesure d'aider une personne qui en a besoin à accéder aux soins adaptés. La formation aux premiers secours en santé mentale est une démarche citoyenne. Le secouriste en santé mentale diffère toutefois d’un secouriste traditionnel puisqu’il doit souvent intervenir à plusieurs reprises.
La formation n’est pas une formation sanitaire et ne permet pas de devenir soignant ou thérapeute, ni d’établir des diagnostics,,. La formation est une formation citoyenne au même titre que celle sur les premiers gestes qui sauvent. Elle apporte des connaissances et des compétences pour repérer, détecter des signaux de détresse, approcher une personne en souffrance et procurer des premiers secours efficaces. Les premiers secours en santé mentale constituent une aide pour toute personne qui subit le début d’un trouble de santé mentale et permettent de l’accompagner jusqu’à ce qu’un professionnel prenne le relais ou jusqu’à ce qu’elle aille mieux ou que la crise soit résolue.

### Déroulement
La formation des premiers secours en santé mentale se déroule pendant deux jours, soit 14 heures,. Elle est ouverte à tous,.
Le module PSSM Standard, adapté à tout type de public, permet d’acquérir des connaissances générales sur la santé mentale et les 4 grands types de troubles psychiques : dépressifs, anxieux, psychotiques et liés à l’utilisation de substances psychoactives,. Ce module s'adresse à un public d'adultes ayant pour but d’aider d'autres adultes. Le module PSSM Jeunes forme des adultes qui vivent ou travaillent avec des jeunes (11-24 ans). Si les programmes « Standard » et « Jeunes » s’adressent à tout citoyen majeur, un programme « Ados » devrait être déployé pour les collégiens et lycéens en 2025,.
En début de formation, les futurs secouristes reçoivent le manuel des premiers secours en santé mentale, qui reprend le programme et comporte aussi des chapitres sur les troubles des conduites alimentaires, les addictions sans substances psychoactives (cyber addictions) ou les automutilations, non suicidaires. Chaque module comprend des mises en situation, vidéos, témoignages, exercices, classement de maladies selon leur impact, analyses d'œuvres,.
Pour chaque trouble, il existe une technique d'approche. Les participants abordent chaque cas en dehors et lors d’une période de crise. La formation propose ensuite un plan d’actions pour évaluer le risque, se comporter de façon adaptée et intervenir face à une personne en difficulté en attendant le passage de relais à des professionnels.
L’objectif n’est pas de soigner ni de se substituer à un psychologue mais d’identifier les premiers signes d’un problème psychique et savoir comment réagir en cas de crise.
A l’issue de la formation, les participants se voient remettre une attestation de secouriste en santé mentale. Après avoir obtenu l’attestation de secouriste, le secouriste peut présenter sa candidature pour suivre une formation de formateur qui dure 5 jours.

## Organisation

### Gouvernance
Muriel Vidalenc est présidente de PSSM France depuis septembre 2023. Elle est précédée dans ses fonctions par André Biche qui assure l’intérim entre janvier 2022 et août 2023. Jacques Marescaux a été président de l’association PSSM France de sa création à décembre 2022.[réf. nécessaire]
L’association PSSM France dispose également d'un conseil d'administration composé de 4 collèges : fondateurs, associations et structures de l’économie sociale et solidaire, représentants des associations, personnes morales ou physiques.

### Conseil scientifique et pédagogique
En 2022, PSSM France se dote d’un Conseil scientifique et pédagogique pour valider les supports de formation de l’association, les faire évoluer si besoin, développer la veille scientifique et la recherche (en particulier la recherche évaluation). Ce conseil est présidé par le professeur Nicolas Franck.

## Financement
La Fondation de France est le premier partenaire à soutenir financièrement le projet de secourisme en santé mentale dès le printemps 2018. Elle soutient également le projet sur le plan de la communication comme avec l’attribution des Lauriers de la Fondation en juin 2019.
PSSM France s’appuie aussi sur le soutien financier d’institutions publiques et privées comme la Direction générale de la santé, Santé Publique France et la Fondation Malakoff Humanis Handicap.
Dans certains territoires, quelques formations sont financées par l’Agence régionale de santé,. Des formations peuvent aussi être financées par les CPAM.
Santé Publique France attribue en octobre 2018 une subvention annuelle, puis en 2019 une subvention pluriannuelle jusqu’en 2024. Par ailleurs, en 2021, Santé Publique France finance l’élaboration d’un module spécifique à destination des adultes travaillant au contact d’adolescents. Les formations au module Jeunes sont proposées dès le début de l’année 2022.
PSSM France dispose également d’un Fonds Solidaire créé début 2023 auquel contribuent la Fondation Aesio, la Fondation de France et la Fondation Chantelix.
D’autres entreprises sont également partenaires de PSSM France.
De son côté, l’association a entrepris des démarches pour que la formation soit éligible au compte personnel de formation (CPF).

## Communication
En juillet 2024, PSSM France lance son podcast intitulé "Apprendre à Aider".[source secondaire nécessaire]
L’association organise son premier tour de France en 2024 pour présenter et échanger avec ses partenaires et formateurs sur son projet stratégique 2024-2030,,. Cette démarche permet à l’association d’aller rencontrer dans chaque région, les personnes et structures qui oeuvrent pour déployer le secourisme en santé mentale,.
PSSM France est aussi présent lors d’événements comme le salon Pop et Psy, le Psy Art Festival, le festival Facette, les Journées nationales Maisons Sport Santé et lors des Semaines d’information sur la santé mentale (liste non exhaustive).[source secondaire nécessaire]